# Vahdettin İşsever
Vahdettin İşsever (* 7. August 1968 in Pasinler, Provinz Erzurum; † vor oder am 8. März 2025 in Bursa) war ein türkischer Boxer und Teilnehmer der Olympischen Sommerspiele 1996 in Atlanta.

## Karriere
Vahdettin İşsever kam im Grundschulalter mit seiner Familie nach Bursa, wo er bis zu seinem Tod lebte und als Trainer arbeitete. Mit dem Boxen begann er 1983 beim Club Bursa Emniyet Spor Kulübü und wechselte 1993 zum Fenerbahçe SK. Einer seiner Trainer war Ali İhsan Alp. Sein größter Erfolg im Nachwuchs war der Gewinn einer Bronzemedaille im Bantamgewicht bei den Junioreneuropameisterschaften 1986 in Kopenhagen, nachdem er im Halbfinale gegen Kirkor Kirkorow ausgeschieden war.
Bei den Erwachsenen nahm er an vier Europameisterschaften teil; 1987 in Turin verlor er im Viertelfinale des Bantamgewichts gegen Juri Alexandrow, 1991 in Göteborg im Achtelfinale des Federgewichts gegen Luigi Quitadamo und 1993 in Bursa im Viertelfinale des Leichtgewichts gegen Paata Gwasalia. 1996 in Vejle besiegte er Albert Starikow, Tomas Jansson und Jaroslaw Konečný, ehe er im Halbfinale gegen Leonard Doroftei unterlag und eine Bronzemedaille im Leichtgewicht gewann.
Bei den Mittelmeerspielen 1991 in Athen gewann er Silber im Federgewicht, nach einer Finalniederlage gegen Ljubiša Simić. 1993 in Narbonne gewann er dann mit einem Finalsieg gegen Giovanni Giungato Gold im Federgewicht.
Im Federgewicht war er auch dreimaliger Teilnehmer der Weltmeisterschaften; 1991 in Sydney unterlag er im Achtelfinale gegen Andreas Tews, 1993 in Tampere in der Vorrunde gegen Serafim Todorow und 1995 in Berlin im Achtelfinale gegen Tigran Ouzlian. Zudem verlor er im Viertelfinale des Weltcup 1990 in Havanna gegen Marco Rudolph.
Bei den Olympischen Sommerspielen 1996 in Atlanta nahm er im Leichtgewicht teil und schied in der Vorrunde gegen den späteren Olympiasieger Hocine Soltani aus.
Nach rund 200 Kämpfen beendete er seine Karriere, wurde Boxtrainer beim Club Bursa Büyükşehir Belediyespor Kulübü und Trainer der Boxnationalmannschaft.